# 貝爾拉姆與約瑟伐特
貝爾拉姆與約瑟伐特（英語：Barlaam and Josaphat），基督教版本的釋迦牟尼本生故事，把釋迦牟尼佛改編為基督教聖人「約瑟伐特」，取材於《普曜經》。以阿拉伯語，希伯來語，波斯語，粟特語和回鶻語寫成。作者可能是西元6或7世紀，中亞或伊朗的基督徒。
故事敍述王子約瑟伐特在修道司鐸貝爾拉姆的教導下，成為基督徒的過程。其中，貝爾拉姆（Βαρλαάμ）源自於世尊（भगवान्），而約瑟伐特（格魯吉亞語：იოასაფი，阿拉伯語：يهوشافاط），或稱為約瑟法（Joasaph），則是由菩薩（बोधिसत्त्व）轉化而來。
在中世紀，貝爾拉姆與約瑟伐特都被認為是聖徒，希臘正教會以8月26日為他們的紀念日，史拉夫傳統的則是11月19日，而天主教則是以11月27日紀念。

## 故事
印度有位阿毘尼王（King Abenner，或 Avenier），迫害在他王國境內，由使徒多馬建立的基督教會。一位占星師向阿毘尼王預言，他的兒子將會成為基督徒。因此，阿毘尼王將他的兒子約瑟伐特孤立起來，不讓他跟外界接觸。但即使被軟禁起來，約瑟伐特仍然遇見了隱修士貝爾拉姆，並成為基督徒。
面對他父親阿毘尼王的暴怒與迫害，約瑟伐特仍然保持他的基督信仰。最後阿毘尼王被他兒子感化，將王位傳給約瑟伐特，之後自己成為修士，進入沙漠獨自修行。約瑟伐特在成為國王之後，自己也退位，與他的老師貝爾拉姆，一同隱居而去。

## 歷史發展
這傳說常被認為是7世紀大馬士革的聖約翰所書，但最早的紀錄出於11世紀格魯吉亞僧侶阿索斯的尤錫米烏斯的敍述。